# Jan Kilian

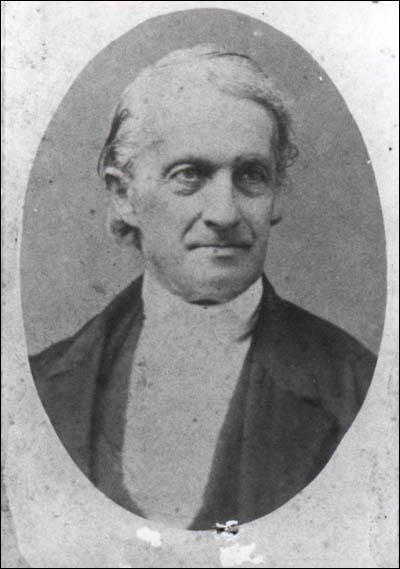
Jan Kilian

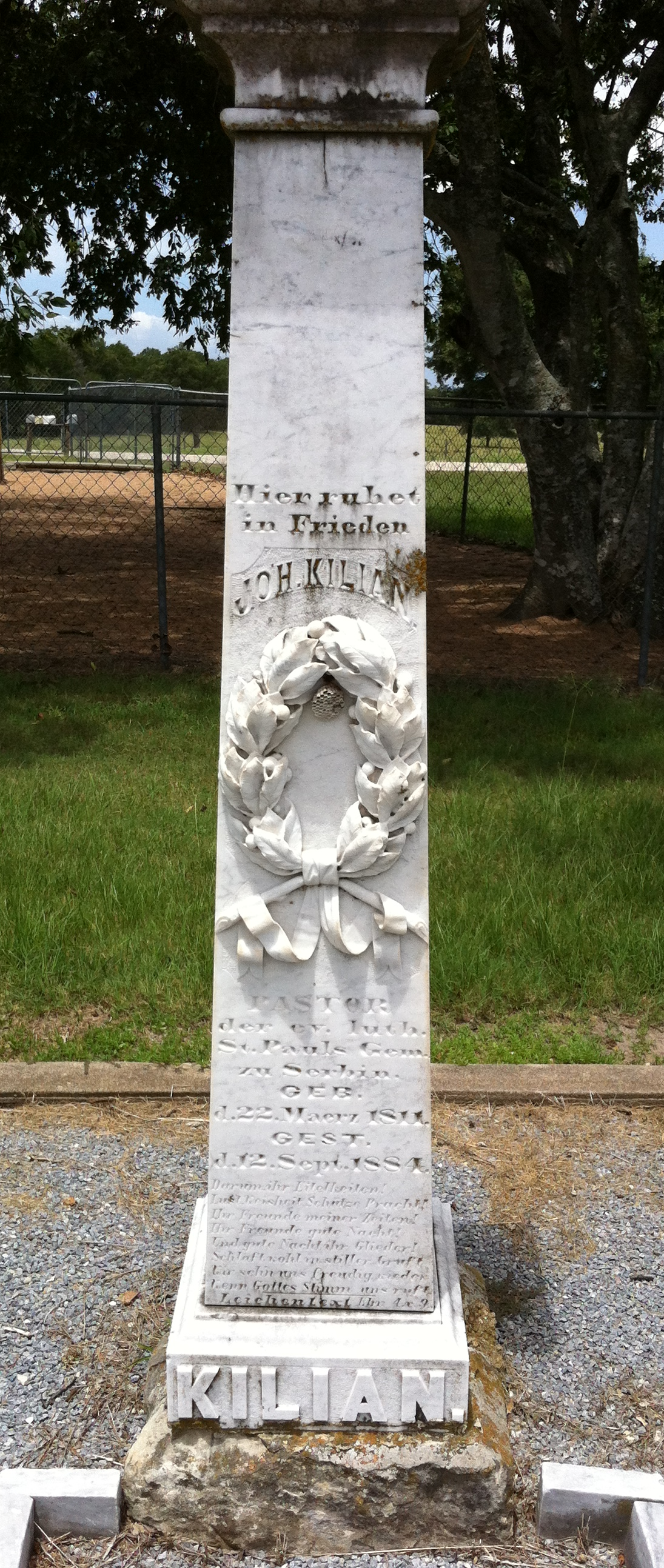
Kilian-Grabstein in Serbin

Jan Kilian (amtlich Johann Kilian, englisch John Kilian; * 22. März 1811 in Döhlen bei Hochkirch; † 12. September 1884 in Serbin, Texas) war ein sorbischer evangelisch-lutherischer Pfarrer und Anführer jener 558 sorbischen Auswanderer, die Europa im Jahre 1854 verließen, um sich in Texas anzusiedeln.

## Leben
Jan Kilian wurde als Sohn des Peter Kilian und der aus Niethen gebürtigen Frau Maria (geb. Mättig) in Döhlen (Delany) am Fuß des Hromadnik geboren. Seine Mutter starb bereits 1813, der Vater 1821. Nach dem Tod des Vaters bekam der erst zehnjährige Jan den Hof in Döhlen überschrieben, der jedoch aufgrund seiner Minderjährigkeit zunächst von seinem Onkel Johann Mättig aus Niethen verwaltet und verpachtet wurde. Kilian besuchte zunächst eine sogenannte „Winkelschule“ in Rachlau, einem Nachbarort seines Heimatdorfes, sowie das Gymnasium in Bautzen. Danach studierte er an der Leipziger Universität Theologie, wobei ihm die Erträge aus der Verpachtung und dem späteren Verkauf des Döhlener Hofes zum Lebensunterhalt dienten. 1834 wurde Kilian Hilfsgeistlicher in seiner Heimatgemeinde Hochkirch und 1837 als Nachfolger seines kurz zuvor verstorbenen Onkels Pfarrer in Kotitz.

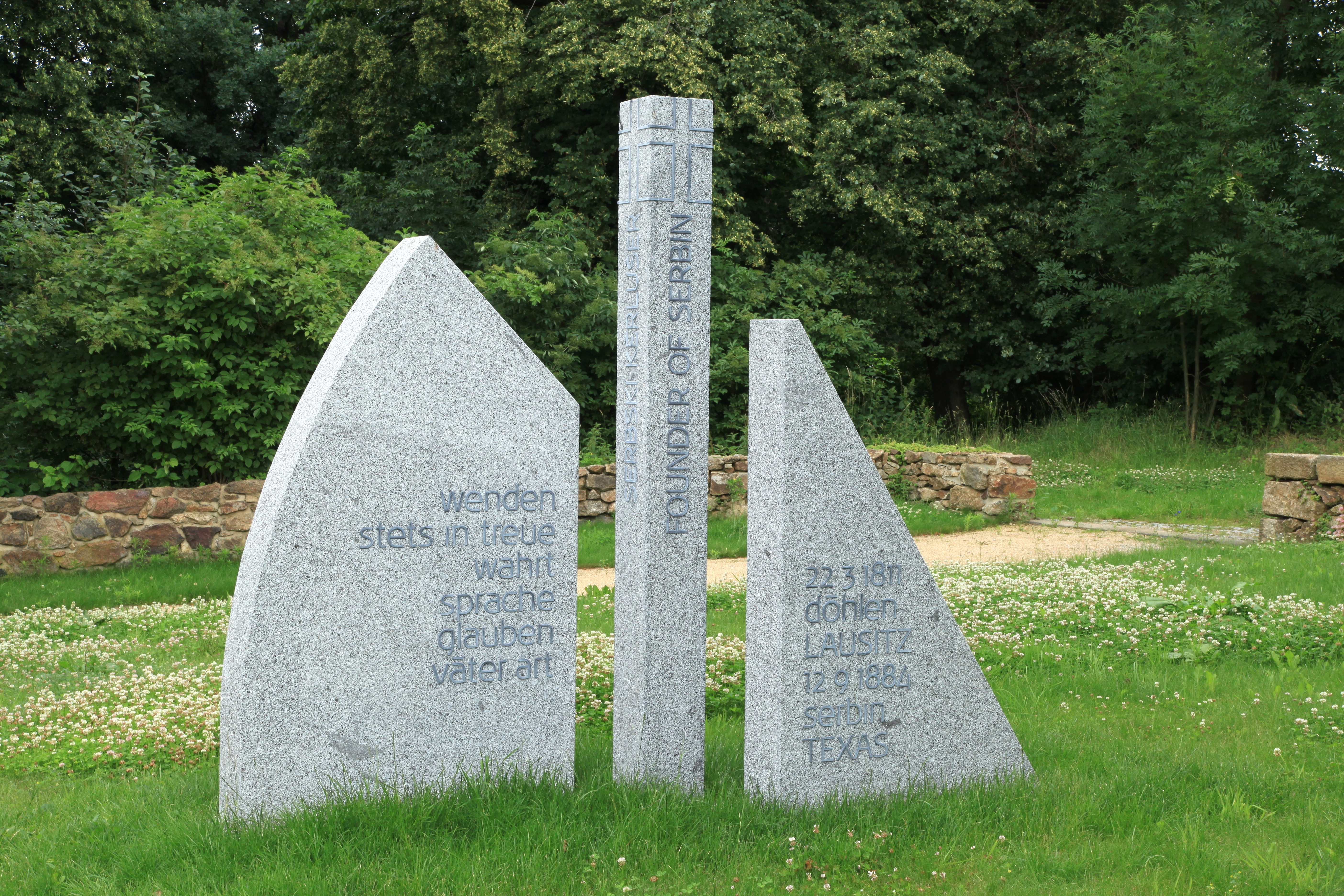
Jan-Kilian-Denkmal hinter der Kirche Kotitz, Jan-Kilian-Straße, Kotitz in Weißenberg

Bereits 1817 waren im benachbarten Preußen die lutherische und die reformierte evangelische Kirche zu einer Kirche per Dekret vereinigt worden. Einige Lutheraner hatten daraufhin 1830 die Altlutherische Kirche gegründet, die erst 1841 unter strengen Auflagen als Kirche anerkannt wurde. In den grenznahen sorbischen Orten Klitten und Weigersdorf gab es seit 1843 kleine altlutherische Gemeinden. Jan Kilian unterstützte sie von Kotitz aus. 1848 wechselte er schließlich über die Grenze nach Weigersdorf.
Am 14. November 1848 heiratete Jan Kilian Maria Groeschel aus Särka, mit der er später vier Kinder hatte, von denen jedoch nur eines aufwuchs. Die Trauung nahm Jaroměr Hendrich Imiš in der Weigersdorfer Kirche vor.

## Werk
Kilian übersetzte zahlreiche religiöse Werke vom Deutschen ins Sorbische, veröffentlichte eigene Gesangbücher und schrieb Kirchenlieder und Gedichte.

## Auswanderung nach Texas
Ende 1854 führte Jan Kilian eine Gruppe von etwa 600 Sorben aus verschiedenen Orten der Oberlausitz, z. B. Dauban, Gröditz, Groß Saubernitz, Jahmen, Klitten, Malschwitz, Rackel und Reichwalde auf dem englischen Schiff Ben Nevis in Richtung Amerika. Zwei Drittel der Emigranten stammten aus dem preußischen, ein Drittel aus dem sächsischen Teil der Oberlausitz. Die Auswanderer verließen die Lausitz teils aus ökonomischen, teils aus religiösen und teils aus sprachlichen Gründen und wollten sich in Nordamerika eine neue Heimat suchen. Bereits beim Zwischenhalt in Irland waren 15 Passagiere einer Cholera-Epidemie zum Opfer gefallen; während der dreiwöchigen Quarantäne starben weitere 23. Am 22. Oktober stach die Ben Nevis mit Kurs auf Galveston in Texas in See. Auf der Überfahrt starben weitere 18 Passagiere.
In der Nähe von Austin gründeten sie die Siedlung Serbin, in welcher noch bis 1921 sorbische Gottesdienste abgehalten wurden. Fast dreißig Jahre diente Kilian dort selbst noch als Pfarrer. Mittlerweile sind die Nachfahren der Auswanderer anglisiert; sie bewahren jedoch noch immer sorbisches Brauchtum und pflegen Beziehungen in die Oberlausitz.